# Prionailurus planiceps
El gato de cabeza plana (Prionailurus planiceps) es una especie de felino asiático del género Prionailurus que se creía extinto a mediados de los años 1980. Redescubierto en los años 1990, hoy sobrevive en algunas selvas de la península de Malaca y en Sumatra.